# Бульзацкий, Мирослав
Миро́слав А́нджей Бульза́цкий (пол. Mirosław Andrzej Bulzacki; 23 октября 1951, Лодзь, Польша) — польский футболист, защитник, после завершения карьеры игрока — футбольный тренер.
В составе сборной Польши становился бронзовым призёром чемпионата мира 1974 года.

## Карьера

### Клубная
Более 10 лет Бульзацкий играл за «Лодзь», позже играл за «Старт» из Лодзи и любительские западногерманские клубы. Карьеру закончил в «Дозамете» в 1987 году.

### В сборной
В сборной Польши Мирослав Бульзацкий играл с 1973 по 1975 год, провёл 23 матча. Был в заявке сборной на чемпионате мира 1974 года, но на поле не выходил.

### Тренерская
Ещё будучи действующим игроком «Вехингена 1891» работал с его молодёжным составом, в 1988 году стал главным тренером немецкого клуба. В 1992 году Бульзацкий тренировал юниоров в «Лодзи», позже возглавлял «Погонь» (Здуньска-Воля) и «Унию» (Скерневице). С 2000 года работал тренером в школе спортивного мастерства в Лодзи.

## Достижения
- Бронзовый призёр чемпионата мира: 1974

## Политическая карьера
Член партии «Гражданская платформа». На выборах в Европарламент в 2009 году входил в партийный список кандидатов от Лодзинского избирательного округа, избран не был.